# دانييل أحمدوف
دانييل أحمدوف (بالقازاقية: Даниал Кенжетайұлы Ахметов)‏ (بالكازاخية: Дaниял Ахметов) من مواليد 15 يونيو 1954 في بافلودار، هو سياسي كازاخي شغل منصب رئيس وزراء كازاخستان من 13 يونيو 2003 إلى 8 يناير 2007 ووزير للدفاع من 10 يناير 2007 وحتى 17 يونيو 2009.